# طوفان

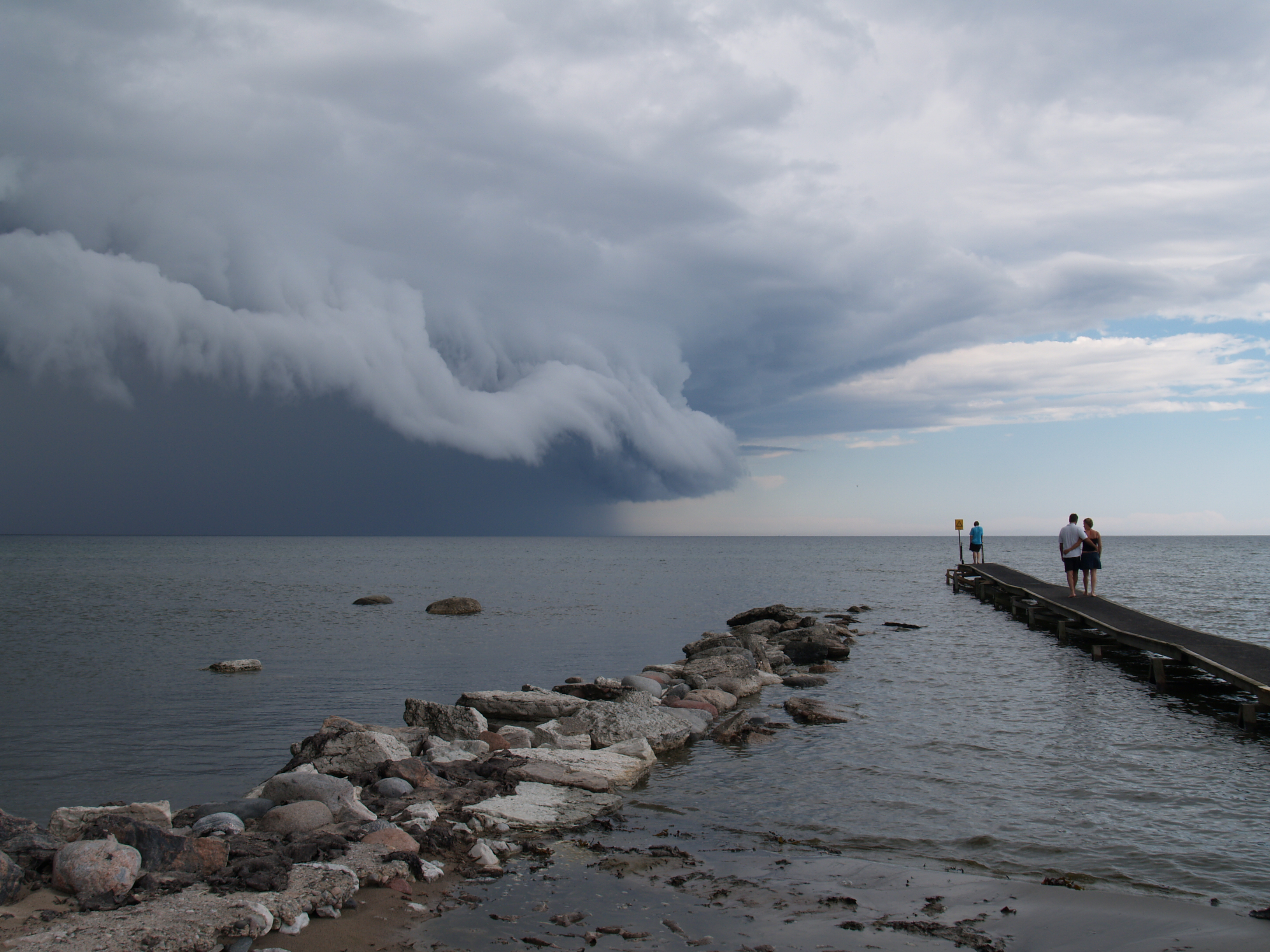
یک ابر کمانی، همراه با یک توفان تندری شدید، در جزیره اولاند اطراف دریای بالتیک ژوئیه ۲۰۱۵.

توفان یا طوفان عبارت است از آشفتگی شدید جوّی و اختلال شدید فشار هوا. گاه بر اثر برخورد دو جبهه هوای سرد و گرم، طوفانی به وقوع می‌پیوندد که می‌تواند موجب قطع درختان، خرابی ساختمان‌ها و شکستن شیشه‌ها شود. گردباد در نقاط مختلف به‌صورت تندباد، گردباد دریایی یا گردباد خشکی ظاهر می‌شوند. وقوع طوفان اغلب با باران‌های شدید و سیل‌آسا همراه است. طوفان‌های عظیم و گردبادهای دریایی معمولاً در عرض‌های نزدیک به استوا رخ می‌دهند و از قدرت تخریب زیادی برخوردارند.

## واژه‌شناسی
بنا بر آنچه در لغتنامه دهخدا یاد شده، «طوفان» در لغت به‌معنی انقلابات سخت هوا و باران سخت است. همچنین به هرچیزی که بسیار بزرگ و غالب باشد و همه را فراگیرد گفته می‌شود. واژهٔ «طوفان» معرب از ریشهٔ یونانی است.
واژهٔ «توفان»، در معنای واژهٔ فارسی شدهٔ «طوفان»، امروز در زبان فارسی جا افتاده‌است. این واژه از واژگان مصوب در فرهنگ واژه‌های مصوّب فرهنگستان زبان و ادب فارسی است که به‌عنوان برابرنهاده‌ای برای واژهٔ storm برگزیده شده‌است و در توضیح آن آمده‌ است: «حالت آشفتگی در جوّ که بر سطح زمین تأثیر بگذارد و نشان‌دهندهٔ هوای نامساعد و احتمالاً مخرب باشد» در فرهنگ نام‌ها، «توفان» جریان هوایی بسیار شدید معمولاً همراه باران، برف، تگرگ یا رعد و برق؛ و نیز «غوغا، هیاهو» تعریف شده‌است. در فرهنگ عمید، با اشاره به ریشه‌شناسی آن از واژگان یونانی مترداف با «طوفان» معرفی شده‌است. همچنین در برابر این سرواژه در فرهنگ معین آمده‌است: ۱- باد سخت؛ ۲- جوش‌وخروش.
در فرهنگ معین سرواژهٔ دیگری نیز برای «توفان» وجود دارد که اصل آن از زبان فارسی و صفت فاعلی از مصدر «توفیدن» است، به‌معنی شور و غوغاکننده، فریادکننده و غُرّان.

## طوفان‌ها و توفندهای معروف
- طوفان شن در شرایطی رخ می‌دهد که شرایط اقلیمیِ طوفان در مناطقی به وجود آید که از پوشش گیاهیِ مناسب برخوردار نبوده و کانون بحران طوفان، حساس به فرسایش باد باشد.[۹]
- طوفان درچیو طوفانی است با باد گرم که برخلاف سایر طوفان‌ها معمولاً مسیر مستقیمی را طی می‌کند.[۱۰]
- طوفان آیک که همراه با سیل و آب‌گرفتگی بوده و خسارات زیادی وارد می‌کند.[۱۱]
- توفند کاترینا از فاجعه‌بارترین طوفان‌های تاریخ آمریکا بوده‌است.[۱۲]
- طوفان گنو که منطقهٔ ساحلی را در شمال‌شرق اقیانوس هند و دریای عمان درنوردید.[۱۳]
- توفند گوستاو از طوفان‌های شدید در آمریکا بود.[۱۴]
- طوفان مغناطیسی پدیده‌ای نجومی است. طوفان‌های خورشیدی، طوفان‌های زحلی و طوفان‌های مریخی از نوع این پدیده هستند.[۱۵][۱۶]
- طوفان موسمی یا مانسون، طوفانی است که هر سال از خردادماه تا مهرماه در هندوستان و هند و  چین جریان دارد.[۱۴]
- طوفان مایکل از جمله طوفان‌های بزرگ آمریکا است.
- توفند هوگو که در ۱۹۸۹ در ایالات متحده و کارائیب به‌وقوع پیوست و باعث خسارات گسترده و جان باختن ده‌ها نفر شد.[۱۷][۱۸]

## نگارخانه

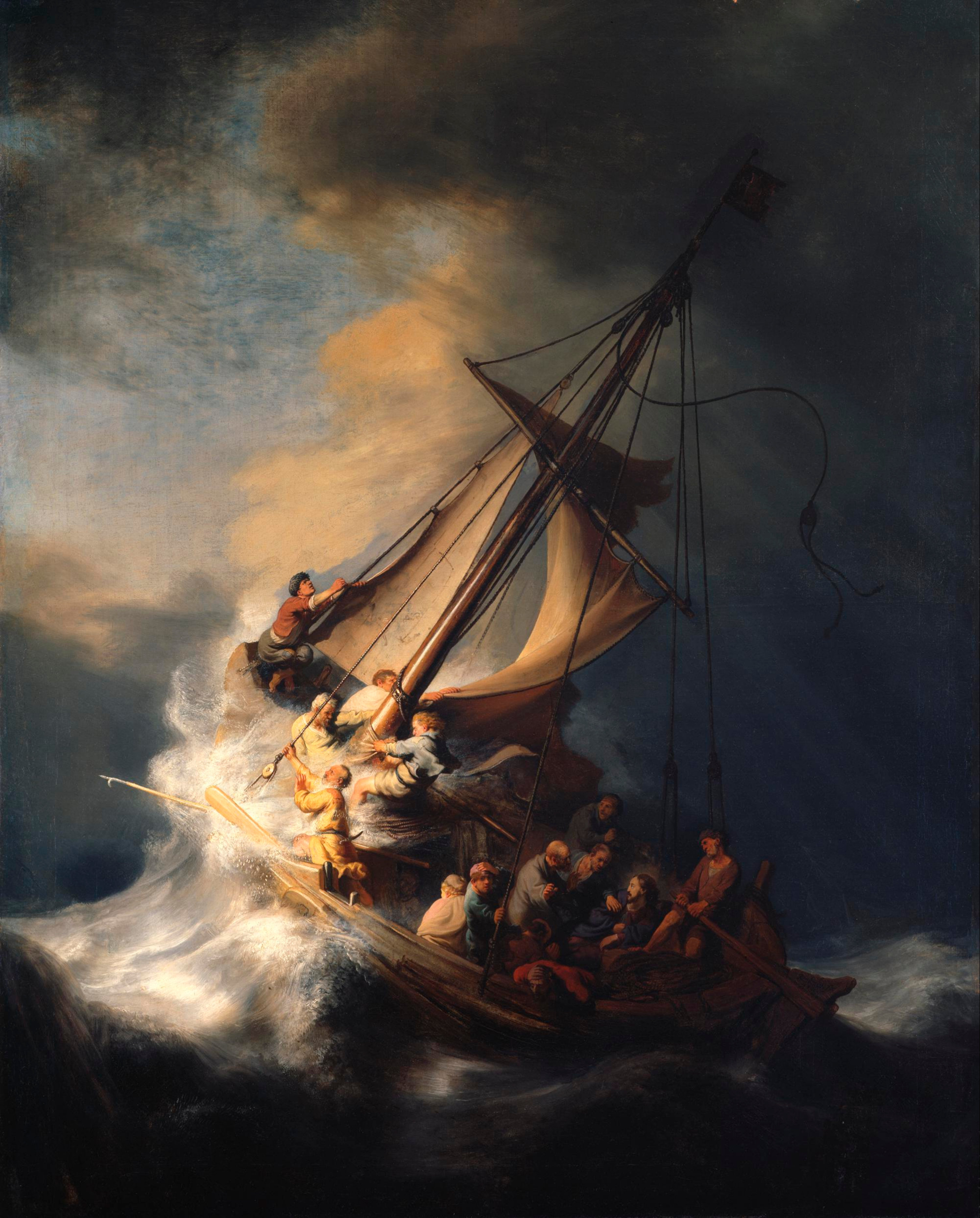
طوفان در دریای جلیل اثر رامبرانت